# Synthetic Sympathy
『Synthetic Sympathy』（シンセティック シンパシー）は、日本の音楽ユニット・Who-ya Extendedの配信限定シングル。2020年03月09日にSME Records（Sony Music Labels Inc.）より発売。

## 概要
- ボーカリストWho-ya（フーヤ）を中心としたクリエイターズユニット、Who-ya Extended（フーヤエクステンデッド）の配信限定シングル。
- TVアニメ第3期に続き、2020年3月公開の劇場版『PSYCHO-PASS サイコパス 3 FIRST INSPECTOR』のオープニングテーマ。[1]

## 楽曲説明
1. Synthetic Sympathy
2020年3月公開の劇場版『"PSYCHO-PASS サイコパス 3 FIRST INSPECTOR』のオープニングテーマ。
劇場版の世界観を彷彿とさせる、疾走感溢れる貫く様なサウンド。[2]
キービジュアルは前回に続き、よしおか。[3]
  - ライナーノーツ
『明確に言葉で表せないような、不自由かつ自由な選択の連続こそ、生きているという事なのか。隠している罪や喪失感を一枚ずつ剥がすように、最後は全てを許せるように。その先にある真偽を知る為にも、今あるザイルを手離してはいけないのだ。』[4]

## 収録曲
| 全作詞・作曲・編曲: Who-ya Extended。 |                        |                 |                 |      |
| #                                     | タイトル               | 作詞            | 作曲・編曲      | 時間 |
| 1.                                    | 「Synthetic Sympathy」 | Who-ya Extended | Who-ya Extended | 3:05 |
| 合計時間:                             | 合計時間:              | 3:05            |                 |      |